# Janski zaljev
Janski zaljev (rus. Янский залив) je zaljev u ruskoj republici Jakutiji, najvažniji zaljev Laptevskog mora.

## Geografija
Zaljev se nalazi između rta Buor-Haja na zapadu i Ebeljahskog zaljeva na istoku. Rijeka Jana utječe u Janski zaljev, tvoreći ogromnu riječnu deltu (10 200 km²) koja zauzima veliki dio obale zaljeva. More u ovom širokom zaljevu zaleđeno je oko devet mjeseci svake godine i često je zakrčeno santama leda.
Jarok je veliki ravničarski otok smješten na ušću Čondona. Ostali otoci u Janskom zaljevu su Makar i Šelonski otoci. Istočno od ovih otoka nalazi se Seljahski zaljev, duboka uvala koja se proteže prema jugu gdje su ušća 352 km dugog Seljah i 267 km duge Muksunuohe.

## Povijest
Godine 1712. Jakov Permjakov i njegov suputnik Merkurij Vagin, prvi zabilježeni ruski istraživači tog područja, prešli su Janski zaljev na psećim zapregama od ušća rijeke Jane do Boljšoj Ljahovskog preko leda kako bi istražili tada nepoznati otok. Nažalost, Permjakova i Vagina su na povratku s istraživanja ubili pobunjeni članovi ekspedicije.
Godine 1892. – 1894. barun Eduard von Toll, u pratnji vođe ekspedicije Alekandera von Bungea, izvršio je geološka istraživanja u tom području u ime Ruske carske akademije znanosti.